# Nick Crowe
Nick Crowe (* 1971 auf der Isle of Man) ist ein ehemaliger britischer Motorradrennfahrer der Seitenwagen fuhr.

## Werdegang
Crowe wuchs auf Grund seiner Herkunft im direkten Kontakt mit der Isle of Man TT auf. Mitte der 1990er Jahre begann er seine Rennfahrerlaufbahn zunächst als Beifahrer. In dieser Rolle blieb er nicht ganz erfolglos. So belegte er etwa mit seinem Piloten Kenny Howles bei der TT 1998 den zweiten Platz. Zu Beginn der 2000er Jahre wechselte er jedoch auf den Fahrersitz und machte seinen Jugendfreund Darren Hope zu seinem Passagier. 2002 startete er erstmals als Fahrer in seiner Heimat auf der Isle of Man und konnte diese drei Jahre später erstmals für sich entscheiden. Crowe beteiligte sich auch erfolgreich an anderen Straßenrennen und verwendete dabei die Gespannen seines Landsmannes und Kollegen Dave Molyneux. Am Oliver’s Mount hält er bis heute den Streckenrekord. 2006 wurde Daniel Sayle sein Beifahrer und er wechselte auf die Konstruktionen der Schweizer Spezialisten von LCR. 2007 konnte er die TT zwar nicht gewinnen, stellte aber einen Rundenrekord mit 116,667 mph (188 km/h) auf. 2008 wurde Mark Cox sein Passagier. Das Duo konnte unter anderem die nationale Meisterschaft F2 gewinnen. Ein Jahr später wechselte Crowe auf die Gespanne von Honda HM Plant. Insgesamt kann er auf fünf Siege bei der prestigeträchtigen Tourist Trophy blicken.

## Siegestatisitik
(Auszug)
| Jahr | Titel              | Rennen                     | Maschine                         |
| ---- | ------------------ | -------------------------- | -------------------------------- |
| 2005 | Rennen A           | Isle of Man                | Dave Molyneux Racing (DMR) Honda |
| 2006 | Rennen B           | Isle of Man                | (DMR) Honda                      |
| 2006 | Rennen A           | Isle of Man                | (DMR) Honda                      |
| 2008 | Rennen B           | Isle of Man                | LCR Honda                        |
| 2008 | Rennen A           | Isle of Man                | LCR Honda                        |
| 2008 | Britischer Meister | F2 Britische Meisterschaft | LCR Honda                        |

## Unfall 2009
Bei der TT kam es im zweiten Lauf der Gespanne zu einem schweren Unfall. Ein Hase lief über die Strecke und Crowe/Cox verunglückten auf Höhe des Abschnitts Ballaugh bei Streckenkilometer 27 (17 Meilen).
Beide wurden schwerverletzt auf das Festland zur Behandlung geflogen. In Liverpool wurde ein Teil von Crowes rechten Unterarm amputiert. Cox wurden Teile des linken Fußknöchels entfernt. Das Rennen wurde abgebrochen und beide Fahrer nahmen nie mehr aktiv an Rennen teil.

## Teammanager
Da er nun nicht mehr als Fahrer antreten konnte, gründete Crowe sein eigenes Team NCR (Nick Crowe Racing), mit dem er relativ erfolgreich ist: Auch wenn er nach seinem Titel das Team wechselte, so wurde beispielsweise Tim Reeves mit NCR 2012 Seitenwagenweltmeister. NCR tritt weiterhin vor allem in der Britischen Meisterschaft an. Seit 2015 ist der britische Motorradhersteller Triumph Partner von NCR.

## Privat
Crowe hat mit seiner Ehefrau Danielle die zwei Söhne. Er lebt auf der Isle of Man in dem kleinen Ort Jurby.